# Kevan George
Kevan Leon George (ur. 30 stycznia 1990 w Roxborough) – piłkarz z Trynidadu i Tobago grający na pozycji defensywnego pomocnika. Od 2018 jest zawodnikiem klubu Charlotte Independence.

## Kariera klubowa
Swoją karierę piłkarską George rozpoczął w University of Central Florida. W 2008 roku został członkiem piłkarskiej drużyny uniwersyteckiej UCF Knights. W 2009 roku grał w zespole Central Florida Kraze w czwartej lidze Stanów Zjednoczonych. W latach 2009–2011 ponownie grał w UCF Knights.
W 2012 roku George został wybrany w drafcie Major League Soccer (w drugiej rundzie z numerem 29) przez zespół Columbus Crew. W Major League Soccer zadebiutował 24 maja 2012 w wygranym 2:0 wyjazdowym meczu ze Seattle Sounders. W 2014 roku został wypożyczony do Dayton Dutch Lions grającego w Premier Development League. Swój debiut w nim zanotował 31 marca 2014 w przegranym 0:3 wyjazdowym spotkaniu z rezerwami New York Red Bulls. W 2015 wrócił do Columbus Crew. W 2016 został zawodnikiem Jacksonville Armada FC.
| Sezon | Klub                   | Kraj              | Rozgrywki          | Mecze | Gole |
| ----- | ---------------------- | ----------------- | ------------------ | ----- | ---- |
| 2008  | UCF Knights            | Stany Zjednoczone | liga uniwersytecka | 19    | 4    |
| 2009  | Central Florida Kraze  | Stany Zjednoczone | PDL                | 2     | 0    |
| 2009  | UCF Knights            | Stany Zjednoczone | liga uniwersytecka | 13    | 0    |
| 2010  | UCF Knights            | Stany Zjednoczone | liga uniwersytecka | 20    | 0    |
| 2011  | UCF Knights            | Stany Zjednoczone | liga uniwersytecka | 21    | 2    |
| 2012  | Columbus Crew          | Stany Zjednoczone | MLS                | 7     | 0    |
| 2013  | Columbus Crew          | Stany Zjednoczone | MLS                | 11    | 0    |
| 2014  | Dayton Dutch Lions     | Stany Zjednoczone | PDL                | 7     | 0    |
| 2014  | Columbus Crew          | Stany Zjednoczone | MLS                | 4     | 0    |
| 2015  | Columbus Crew          | Stany Zjednoczone | MLS                | 6     | 0    |
| 2016  | Jacksonville Armada FC | Stany Zjednoczone | NASL               |       |      |

## Kariera reprezentacyjna
W reprezentacji Trynidadu i Tobago George zadebiutował 5 września 2013 roku w przegranym po serii rzutów karnych (po 90 minutach był wynik 3:3) towarzyskim meczu ze Zjednoczonymi Emiratami Arabskimi, rozegranym w Rijadzie. W 2013 roku został powołany do kadry na Złoty Puchar CONCACAF 2013. Na tym turnieju był rezerwowym i nie zagrał ani razu. Z kolei w 2015 roku wystąpił w czterech meczach Złotego Pucharu CONCACAF 2015: z Gwatemalą (3:1), z Kubą (2:0), z Meksykiem (4:4) i ćwierćfinale z Panamą (1:1, k. 5:6)